# Anna Łęcka-Dobrowolska
Anna Łęcka-Dobrowolska (ur. 7 stycznia 1980 w Skaryszewie k. Radomia) – polska łuczniczka, olimpijka z Sydney. Córka Jana i Ewy (z d. Falkiewicz). 
W latach 1994–2005 należała do klubu sportowego PTG Sokół Radom, a od 2006 r. do klubu Sokół Radom. Jej trenerzy: Józef Trześniewski, Bogdan Stuligłowa oraz Stanisław Stuligłowa (trener kadry).
W 1999 została absolwentką Zespołu Szkół Ekonomicznych w Radomiu. Następnie ukończyła studia licencjackie w Wyższej Szkole Biznesu w Radomiu (2004). We wrześniu 2008 roku wyszła za mąż za Rafała Dobrowolskiego, olimpijczyka z Pekinu. Do czasu ślubu mieszkała w Radomiu, aktualnie mieszka wraz z mężem w Szewcach k. Kielc.

## Osiągnięcia sportowe
- 1997 - złoty medal Mistrzostw Polski juniorów;
- 1997 - złoty medal Pucharu Europy juniorów;
- 1998 - złoty medal Mistrzostw Polski juniorów;
- 1998 - złoty medal Mistrzostw Polski seniorów;
- 2000 - 13. miejsce (28. w rundzie eliminacyjnej) podczas Igrzysk Olimpijskich w Sydney (wielobój indywidualny);
- 2000 - 11. miejsce (11. w rundzie eliminacyjnej) podczas Igrzysk Olimpijskich w Sydney (wielobój drużynowy - razem z Agatą Bulwą i Joanną Nowicką);
- 2000 - złoty medal Halowych Mistrzostw Europy, Spała (drużynowo - razem z Agatą Bulwą, Barbarą Węgrzynowską);
- 2000 - 5. miejsce podczas Halowych Mistrzostw Europy, Spała (indywidualnie);
- 2005 - złoty medal Mistrzostw Polski seniorów;
- 2006 - złoty medal Mistrzostw Polski seniorów;
- 2008 - srebrny medal Halowych Mistrzostw Polski seniorów;
- 2009 - brązowy medal Mistrzostw Polski seniorów (strzelanie na odległość 70 metrów)[1].